# William M. Folger
William M. Folger (19 mai 1844 - 22 juillet 1928) est un amiral de la marine des États-Unis.

## Histoire

### Formation et guerre de Sécession
William M. Folger est né à Massillon (Ohio), le 19 mai 1844. C’est le fils de Robert H. Folger et petit-fils du célèbre capitaine de baleinier Mayhew Folger. Il est nommé aspirant, le 21 septembre 1861, peu de temps après le déclenchement de la guerre de Sécession en avril 1863. Il entre à l'Académie navale d'Annapolis, déplacé d’Annapolis à Newport pour la durée de la guerre. Il est diplômé de l'Académie, le 22 novembre 1864, et affecté le 6 février 1865 à bord de l’USS North Carolina au New York Navy Yard à Brooklyn. Il sert ensuite sur le navire de formation USS Sabine (en), où il reste en poste jusqu'au 25 juillet 1865, après la fin de la guerre,,.

### Carrière dans l'US Navy
Folger sert à bord du navire amiral de l’Asiatic Squadron, le sloop de guerre USS Hartford, du 25 juillet 1865 au 6 août 1868, et lors de cette affectation, il est promu capitaine le 1er décembre 1866 et lieutenant le 12 mars 1868. Après avoir servi sur le Hartford, il est affecté un temps au Norfolk Navy Yard à Portsmouth, en Virginie, avant de retourner en mer sur la frégate USS Franklin (en), le fleuron de l'European Squadron, en octobre 1868. Il y est promu lieutenant commandant le 27 avril 1869. Il sert dans l’escadre européenne jusqu’en 1872,. Folger prend congé pour voyager en Europe de 1875 à 1876, avant d’être affecté sur le sloop de guerre USS Marion (en) dans l'escadron européenne en 1877. Entre 1877 et 1879, il est transféré à l’Académie navale, puis à bord du sloop de guerre USS Swatara (en) dans l’Asiatic Squadron de 1879 à 1882, puis sert au Bureau of Ordnance en 1882 avant de retourner à Annapolis entre 1882 à 1885. Il est promu commandant le 1er mars 1885,.
Il reprend la mer en tant que commandant de la corvette USS Quinnebaug (en) dans l'escadre européenne. Il est ensuite inspecteur au Bureau of Ordnance au Washington Navy Yard de 1888 à 1890, et de février 1890 à janvier 1893, il est chef du Bureau of Ordnance avec le grade temporaire de commodore. Il prend ensuite le commandement de la canonnière USS Yorktown (en) en opérations dans la mer de Béring et dans l'escadre asiatique de 1894 à 1895. Il est inspecteur des phares de 1896 à 1897 et promu au grade de capitaine le 6 février 1898,.

### Guerre hispano-américaine
Lors du déclenchement de la guerre hispano-américaine en avril 1898, Folger prend le commandement du croiseur protégé USS New Orleans (en) au sein du North Atlantic Squadron jusqu'à la fin de la guerre en août 1898. Le navire participe au sein du Flying Squadron au blocus et aux bombardements de Santiago de Cuba entre le 6 et 16 juin 1898. En février 1899, il prend le commandant de l’escadron des Philippines de l'escadre asiatique d'avril à septembre 1899. L’escadron prend part à la guerre américano-philippine qui fait suite à la guerre hispano-américaine,,,.

### Fin de carrière

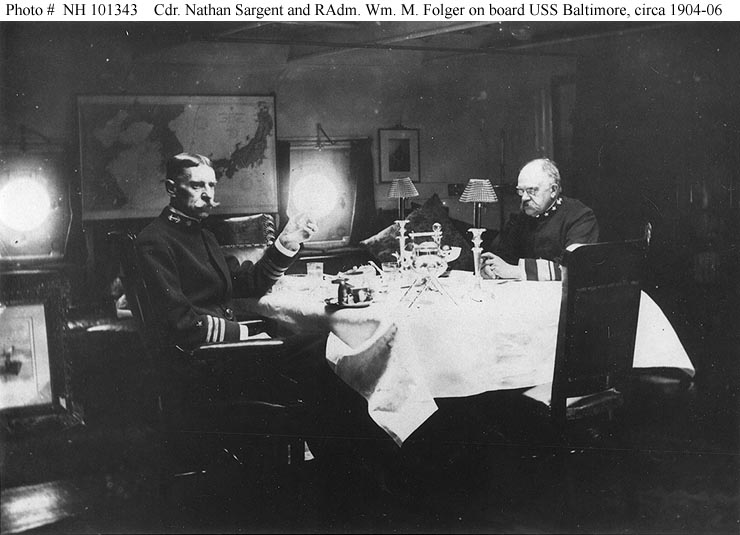
Folger et Sergeant à bord de l'USS Baltimore

Il est ensuite nommé inspecteur général sur le nouveau cuirassé USS Kearsarge avant sa mise en service, et devient son premier officier commandant le 20 février 1900. Il est détaché du Kearsarge en mai 1901 pour redevenir inspecteur des phares dans le troisième district jusqu'à la fin de 1903,,,.
Début 1904, Folger est affecté au commandement de l'escadron des Philippines de l'United States Asiatic Fleet. À ce poste, il est rapidement promu contre-amiral, le 1er juin 1904. Plus tard, en 1904, il prend le commandement de l'escadre des croiseurs,. Il sert brièvement comme commandant en chef de la flotte asiatique du 23 mars 1905 au 30 mars 1905,. Folger prend sa retraite de la Marine le 30 juin 1905. Il meurt en Cornouailles le 22 juillet 1928, des suites d'une maladie. Il est enterré au cimetière de Mount Auburn de Cambridge et Watertown dans le Massachusetts.

### Ouvrages
- (en) Bureau of Naval Personnel, United States. Navy Dept, Register of the Commissioned and Warrant Officers of the United States Navy and Marine Corps and Reserve Officers on Active Duty, U.S. Government Printing Office, 1906
- (en) Hamersly L.R., The Records of Living Officers of the U.S. Navy and Marine Corps, L.R. Hamersly Company, 1902, 511 p.
- (en) Neff W., Bench and Bar of Northern Ohio, Historical publishing Company, 1921, 739 p.
- (en) Randall E.O., Ohio centennial anniversary celebration at Chillicothe, Press of Fred J. Heer, 1903, 730 p.
- (en) Tolley K., Yangtze Patrol: The U.S. Navy in China, Naval Institute Press, 2000, 244 p.

### Articles
- (en) Anonyme, « Rear Admiral Folger Dies at Cornish », Portsmouth Herald'&,‎ 24 juillet 1928, p. 8 (lire en ligne, consulté le 16 septembre 2014)